# Noreña
Noreña è un comune spagnolo di 4 490 abitanti situato nella comunità autonoma delle Asturie.